# Watir
Watir är ett fritt verktyg för att automatisera tester av webbapplikationer och webbplatser. Watir är implementerat som en modul för programspråket Ruby och använder till exempel Internet Explorer på Windows för att simulera en användares surfande på webbplatsen. Det klickar på länkar, fyller i fält och skickar formulär för att sedan kontrollera texter och HTML i det resulterande svaret. Watir fungerar på Internet Explorer, Firefox, Mac och Linux, Safari på Mac samt Chrome på Windows.
Watir är en akronym för "Web Application Testing in Ruby". Det uttalas som engelskans water.